# Frank Foley
Major Francis "Frank" Edward Foley CMG (24 de novembro de 1884 - 8 de maio de 1958) foi um oficial do Serviço de Inteligência Secreta Britânico. Como oficial de controle de passaportes da embaixada britânica em Berlim, "quebrou as regras" e ajudou milhares de famílias judias a escapar da Alemanha nazista após a Kristallnacht e antes da eclosão da Segunda Guerra Mundial. Ele é oficialmente reconhecido como um Herói Britânico do Holocausto e como um Justo entre as Nações.

## Biografia
Foley era o terceiro filho de Isabella e Andrew Wood Foley, um trabalhador ferroviário nascido em Tiverton,  cuja família pode ter se originado em Roscommon, na Irlanda, no início do século XIX. Depois de frequentar escolas locais em Somerset, Foley ganhou uma bolsa de estudos para Stonyhurst College em Lancashire, onde foi educado por jesuítas.  Ele então foi para um seminário católico na França para se formar como padre, mas foi transferido para a Université de France em Poitiers para realizar o estudo dos clássicos.  Lá, ele reconsiderou sua vocação para o sacerdócio e decidiu seguir a carreira acadêmica. Ele viajou extensivamente pela Europa, tornando-se fluente em francês e alemão.
Foley se formou no Royal Military College em Sandhurst e foi comissionado como segundo-tenente no Regimento de Hertfordshire em 25 de janeiro de 1917.  Ele foi nomeado capitão temporário em 20 de setembro de 1917, enquanto comandava uma companhia de infantaria do 1º Batalhão, Regimento de Hertfordshire, e mais tarde com o 2º/6º Batalhão do Regimento de North Staffordshire, período durante o qual foi mencionado em despachos.

## Carreira no Serviço Secreto
A história da fuga de Foley da Alemanha e suas habilidades linguísticas foram notadas por alguém do Ministério da Guerra. Ele foi encorajado a se candidatar ao Corpo de Inteligência. Em 25 de julho de 1918, Foley foi promovido a tenente. Em julho de 1918, ele passou a fazer parte de uma pequena unidade responsável pelo recrutamento e administração de redes de agentes secretos na França, Bélgica e Holanda. Após o armistício, ele serviu por um curto período na Comissão Militar Interaliada de Controle em Colônia. Em 19 de abril de 1920, ele renunciou ao posto temporário de capitão, e em dezembro de 1921 aposentou-se do Exército com o posto de capitão.

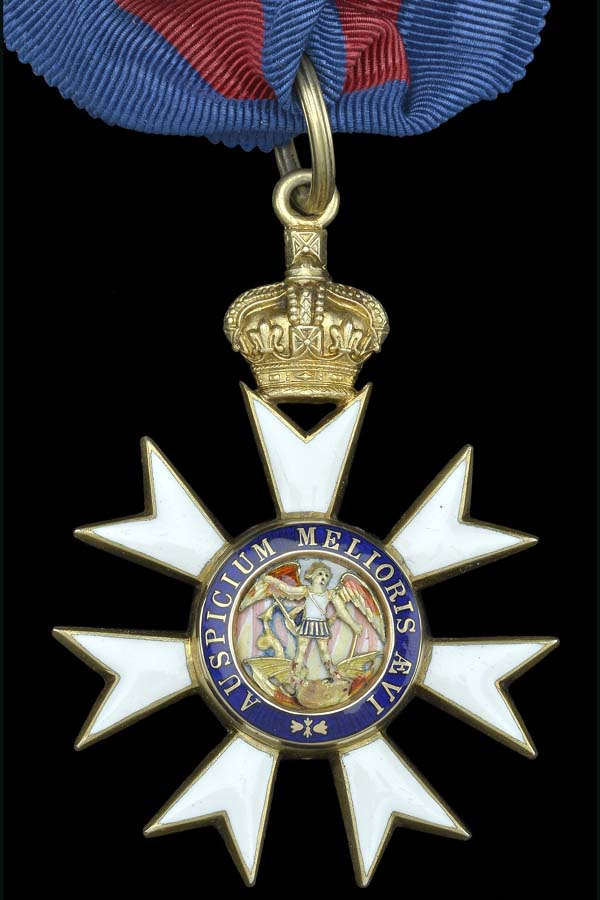
Ordem De São Miguel e São Jorge (CMG)

Após o fim da comissão, foi-lhe oferecido o cargo de oficial de controle de passaportes em Berlim, que era uma cobertura para suas principais funções como chefe da estação do Serviço Secreto de Inteligência Britânico (MI6). Durante as décadas de 1920 e 1930, Foley teve sucesso no recrutamento de agentes e na aquisição de detalhes importantes da pesquisa e desenvolvimento militar alemão.
Juntamente com Wilfrid Israel e Hubert Pollack Foley formaram um mecanismo especial especializado em resgatar judeus que já haviam sido levados para os primeiros campos de concentração. Pollack tinha contatos na Gestapo; Wilfrid tinha dinheiro e ligações diretas com patrocinadores no exterior; Foley era o responsável pela emissão dos vistos. As pessoas procuravam Wilfrid implorando por sua ajuda para libertar seus parentes dos campos; Wilfrid deu os fundos necessários para Pollack; Pollack obteve os documentos; e Foley concedeu vistos àqueles que Wilfrid e Pollack lhe disseram serem pessoas honestas cujo nome havia sido manchado pela Gestapo. Pollack e Wilfrid mantiveram Foley informado sobre quaisquer agentes plantados pela Gestapo nas filas de candidatos a vistos. Essa história se reflete, entre outras, no filme The Essential Link: The Story of Wilfrid Israel, do cineasta Yonatan Nir.
Foley é lembrado principalmente como um "Schindler britânico". Em seu papel como oficial de controle de passaportes, ele ajudou milhares de judeus a escapar da Alemanha nazista. No julgamento de 1961 do ex-nazista Adolf Eichmann, ele foi descrito como um "Pimpinela Escarlate" pela maneira como arriscou a própria vida para salvar judeus ameaçados de morte pelos nazistas. Apesar de não ter imunidade diplomática e estar sujeito a prisão a qualquer momento, Foley quebraria as regras ao carimbar passaportes e emitir vistos, para permitir que os judeus escapassem "legalmente" para a Grã-Bretanha ou Palestina, então controlada pelos britânicos. Às vezes, ele ia além, indo a campos de internamento para tirar os judeus, escondendo-os em sua casa e ajudando-os a obter passaportes falsos. Um trabalhador humanitário judeu estimou que salvou "dezenas de milhares" de pessoas do Holocausto.

## Segunda Guerra Mundial

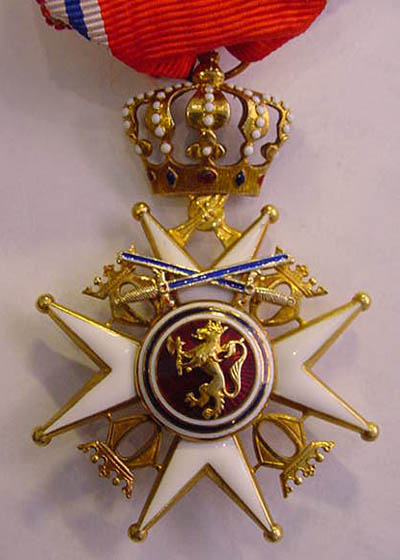
Ordem De Santo Olavo

Em 1939 e 1940, Foley foi oficial de controle de passaportes na Noruega até a invasão alemã, quando foi designado para Otto Ruge, C-in-C das Forças Norueguesas no Campo, por seus serviços, recebeu a Cruz de Cavaleiro Norueguesa da Ordem dos São Olavo. Foley e Margaret Reid, sua assistente, abandonaram Oslo em 9 de abril de 1940 durante o avanço alemão, e viajaram para Lillehammer e Åndalsnes. Antes de deixar Oslo, Foley e Reid queimaram os documentos da legação do Reino Unido. Foley ajudou o comandante-em-chefe da Noruega, general Otto Ruge, a entrar em contato com a Grã-Bretanha para solicitar assistência contra o invasor. Foley tinha seu próprio transmissor de rádio que permitia a Ruge se comunicar com Londres independentemente dos telefones fixos noruegueses. Reid era um especialista em cifras que codificava mensagens enviadas para a Grã-Bretanha. Até a chegada do ministro Cecil Dormer, em 16 de abril, Foley atuou como representante do Reino Unido junto às autoridades norueguesas. Foley e Reid foram evacuados de Molde pela marinha britânica em 1º de maio. Em Åndalsnes, Foley presumivelmente conheceu Martin Linge, que atuou como oficial de ligação.
Em 1º de janeiro de 1941, foi condecorado Companheiro da Ordem de São Miguel e São Jorge (CMG) como Capitão pelos serviços prestados ao Ministério das Relações Exteriores. Em 1941, ele recebeu a tarefa de questionar o deputado de Hitler, Rudolf Hess, após a fuga de Hess para a Escócia. Depois que Hess foi hospitalizado em 1942, Foley ajudou a coordenar o MI5 e o MI6 na administração de uma rede de agentes duplos, o Double Cross System.

## Vida Posterior
Foley voltou a Berlim logo após a guerra sob o disfarce de Inspetor Geral Adjunto do Ramo de Segurança Pública da Comissão de Controle na Alemanha, onde esteve envolvido na caça de ex-criminosos de guerra da SS.
Em 1949, Foley retirou-se para Stourbridge, West Midlands e morreu lá em 1958. Ele está enterrado no cemitério de Stourbridge. Em 27 de abril de 1961, o Daily Mail publicou a história, escrita por sua viúva, de suas atividades para salvar tantos judeus quanto possível com vistos para o Reino Unido. Quando nenhuma desculpa foi encontrada para um visto para a Grã-Bretanha, ele contatou amigos que trabalhavam nas embaixadas de outras nações para obter assistência na concessão de vistos para seus países.
Sua viúva, Katharine Eva Foley, morreu em 17 de abril de 1979 em sua casa em Sidmouth, Devon.

## Honras e Prêmios
- Mencionado em despachos de serviço na Primeira Guerra Mundial [7]
- Ordem da Cruz de Cavaleiro de St. Olaf (norueguês) em 1941 [7]
- Companheiro da Ordem de São Miguel e São Jorge em 1º de janeiro de 1941 [18]
- Justo entre as nações, concedido em outubro de 1999 postumamente por Israel [20]
- Herói Britânico do Holocausto, premiado postumamente em 2010 [21]

## Reconhecimento Póstumo

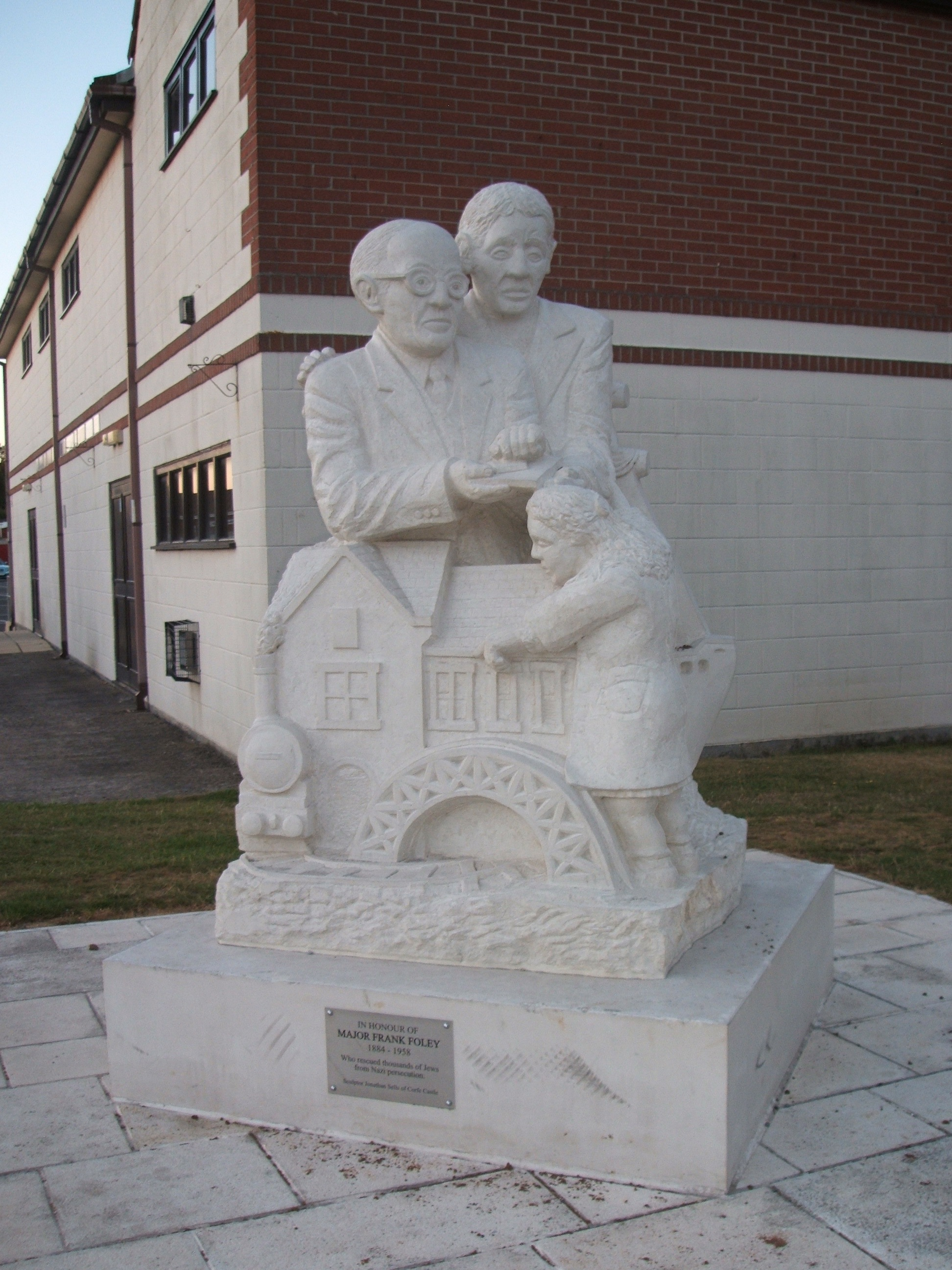
Estátua de Frank Foley em Highbridge, Somerset

Foley recebeu o status de Justo entre as Nações pelo Yad Vashem de Israel como resultado direto do testemunho de "testemunhas vivas" encontradas por Michael Smith enquanto pesquisava sua biografia de Foley. Lord Janner, presidente do Holocaust Educational Trust, foi fundamental para persuadir Yad Vashem a examinar as evidências de Smith. Alguns membros do comitê do Yad Vashem que determina se alguém deve ser nomeado como um "gentil justo" estavam inicialmente céticos de que um oficial do MI6 não teria imunidade diplomática, mas o então historiador do Ministério das Relações Exteriores, Gill Bennett, produziu documentos previamente classificados que demonstraram que este era o caso. A capa do livro de Smith apresenta a fotografia do primeiro passaporte diplomático de Foley com a data de emissão claramente mostrada como 11 de agosto de 1939.
Em 2004, uma placa comemorativa foi dedicada a ele na entrada do Parque Mary Stevens de Stourbridge. No ano seguinte, voluntários de Highbridge, cidade natal de Foley, arrecadaram dinheiro para erguer seu próprio tributo.
Uma estátua foi encomendada ao escultor Jonathan Sells e inaugurada no aniversário do VE Day, que também é o aniversário de sua morte. O 'Frank Foley Parkway' entre Highbridge e Burnham-on-Sea foi inaugurado em 7 de julho de 2009.
Em 2007, um filme sobre a vida de Foley estava em fase de planejamento, mas os produtores estavam entrando com uma ação legal contra o MI6 para liberar documentos ainda confidenciais relacionados ao seu trabalho.
Em 24 de novembro de 2004 (o 120º aniversário de seu nascimento), descendentes de Foley, parentes daqueles que ele salvou, representantes de organizações judaicas, parlamentares britânicos e outros simpatizantes se reuniram na Embaixada Britânica em Berlim para a inauguração de uma placa em homenagem a Foley. Na cerimônia, o secretário de Relações Exteriores, Jack Straw, elogiou o heroísmo de Foley:
Frank Foley arriscou sua vida para salvar a vida de milhares de judeus alemães. Sem a proteção da imunidade diplomática, ele visitou campos de concentração e abrigou refugiados judeus em sua casa. Frank Foley foi um verdadeiro herói britânico. É certo que devemos homenageá-lo na Embaixada Britânica em Berlim, não muito longe de onde ele trabalhou.

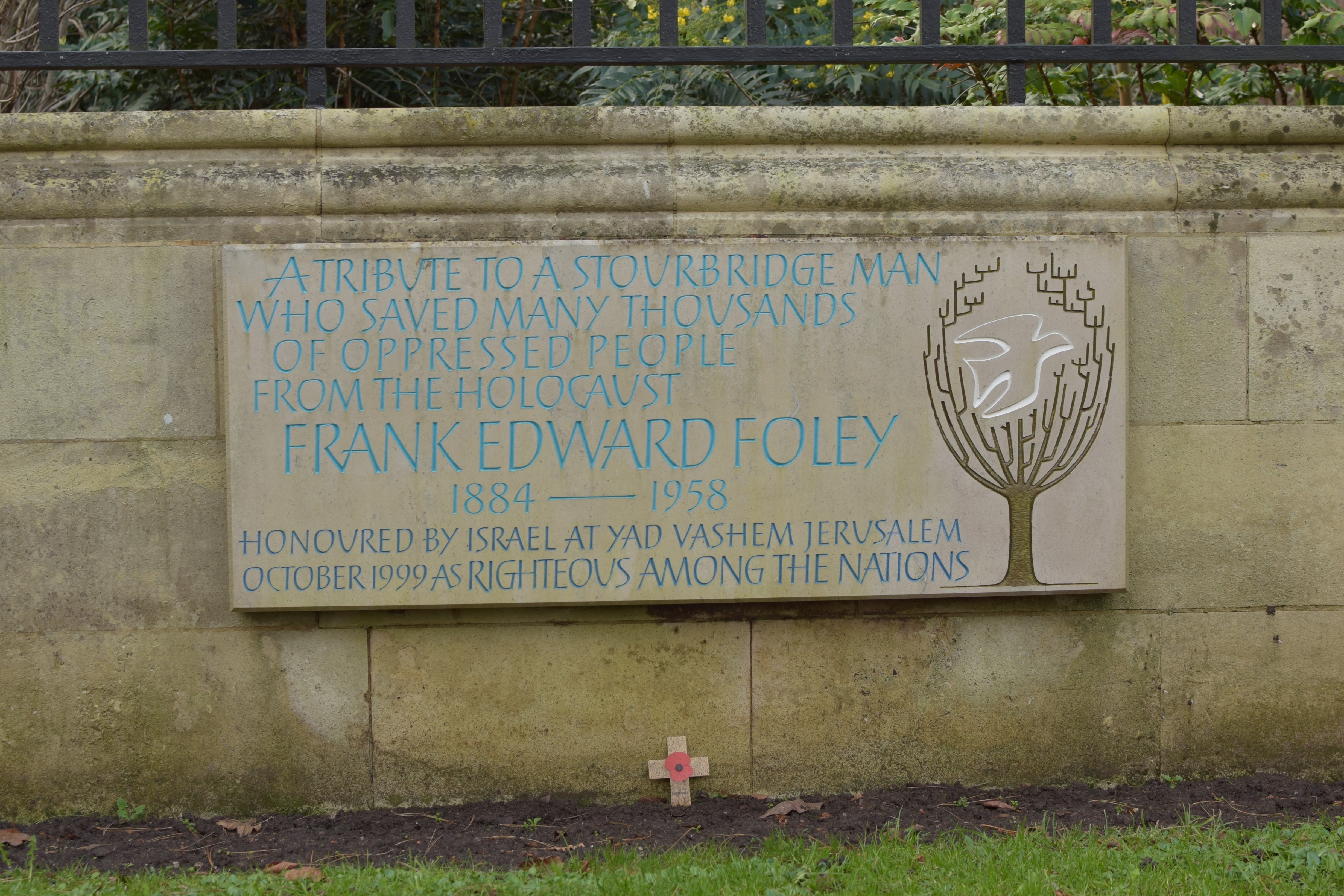
Placa comemorativa em Mary Stevens Park, Stourbridge

Em 31 de maio de 2009, um jardim foi dedicado em sua memória no Sternberg Centre de Londres, onde uma placa foi inaugurada por Cherie Booth.
Em 2010, Foley foi nomeado Herói Britânico do Holocausto pelo governo britânico.
Em 2012, o ministro das Relações Exteriores, William Hague, descerrou uma placa para ele no Cemitério Judaico Hoop Lane em Golders Green, Londres, uma iniciativa liderada pela Congregação dos Judeus Espanhóis e Portugueses e pela Sinagoga de West London.
Um ônibus National Express West Midlands é dedicado a ele.
Em 18 de setembro de 2018, o príncipe William, duque de Cambridge, inaugurou uma estátua do major Frank Foley na cidade de Stourbridge, em West Midlands, na presença do sobrinho-neto de Foley, Stephen Higgs.

## Leitura Adicional
- Smith. Michael. Foley: The spy who saved 10,000 Jews. Hodder, 1999. ISBN 0-340-76603-4ISBN 0-340-76603-4.
- Sales, Dan (5 de outubro de 2006). "Spacey or Hopkins for Frank Foley film?", Burnham and Highbridge Weekly News. Consultado em 6 de agosto de 2021.
- Smith, Michael (27 de dezembro de 2004).Mrs Foley's diary solves the mystery of Hess The Daily Telegraph. Consultado em 6 de agosto de 2021.
- BBC: Inside Out: Foley The Quiet Briton, 28 de fevereiro de 2005. Consultado em 6 de agosto de 2021.
- Sales, Dan (26 de janeiro de 2007). «Cherie Blair could help Foley Film». Burnham and Highbridge Weekly News. Consultado em 6 de agosto de 2021